# Небоян
Небоян (хорв. Nebojan) — населений пункт у Хорватії, у Сисацько-Мославинській жупанії у складі міста Петриня.

## Населення
Населення за даними перепису 2011 року становило 191 осіб.
Динаміка чисельності населення поселення:

## Клімат
Середня річна температура становить 10,81 °C, середня максимальна – 25,24 °C, а середня мінімальна – -5,97 °C. Середня річна кількість опадів – 939 мм.
| Клімат поселення                              | Клімат поселення | Клімат поселення | Клімат поселення | Клімат поселення | Клімат поселення | Клімат поселення | Клімат поселення | Клімат поселення | Клімат поселення | Клімат поселення | Клімат поселення | Клімат поселення | Клімат поселення |
| Показник                                      | Січ.             | Лют.             | Бер.             | Квіт.            | Трав.            | Черв.            | Лип.             | Серп.            | Вер.             | Жовт.            | Лист.            | Груд.            |                  |
| Середній максимум, °C                         | 6,81             | 8,62             | 13,19            | 17,45            | 22,14            | 25,24            | 24,30            | 23,59            | 19,96            | 14,86            | 9,36             | 5,31             |                  |
| Середня температура, °C                       | 0,41             | 2,20             | 6,78             | 11,04            | 15,75            | 18,84            | 20,54            | 19,78            | 16,18            | 11,10            | 5,58             | 1,53             |                  |
| Середній мінімум, °C                          | −5,97            | −4,17            | 0,40             | 4,65             | 9,34             | 12,44            | 16,74            | 16,03            | 12,39            | 7,30             | 1,80             | −2,26            |                  |
| Норма опадів, мм                              | 57               | 55               | 64               | 75               | 81               | 93               | 84               | 88               | 87               | 89               | 94               | 72               |                  |
| Середньомісячна швидкість вітру, м/с          | 1.73             | 1.90             | 2.30             | 2.20             | 2.00             | 1.89             | 1.80             | 1.70             | 1.66             | 1.70             | 1.80             | 1.80             |                  |
| Середньомісячна сонячна радіація, кДж/м²·день | 4235             | 6989             | 10642            | 15113            | 19350            | 21355            | 22460            | 19564            | 14401            | 8902             | 4711             | 3422             |                  |
| --------------------------------------------- | ---------------- | ---------------- | ---------------- | ---------------- | ---------------- | ---------------- | ---------------- | ---------------- | ---------------- | ---------------- | ---------------- | ---------------- | ---------------- |
| Джерело:                                      |                  |                  |                  |                  |                  |                  |                  |                  |                  |                  |                  |                  |                  |